# Shō Taikyū
Shō Taikyū (尚 泰久, c. 1415–1460, r. 1454–1460) est un souverain du royaume de Ryūkyū, cinquième de la lignée de la première dynastie Shō. Son règne voit la construction de nombreux temples bouddhistes, et la coulée de la « cloche du pont des nations » (万国津梁の鐘, Bankoku shinryō no kane).

## Vie et règne
Shō Taikyū est le septième fils de Shō Hashi, fondateur du royaume de Ryūkyū et de la dynastie Shō. En 1453, il est nommé prince de Goeku, et reçoit le magiri Goeku  (de nos jours partie de la ville d'Okinawa) pour domaine.
Quand le roi Shō Kinpuku meurt en 1453, un conflit de succession éclate entre le fils du roi Shiro (志魯) et son jeune frère, Furi (布里). Le château de Shuri est incendié lors du conflit qui se termine par la mort de Shiro et Furi, et l'accession de Shō Taikyu au trône.
Ayant étudié auprès de Kaiin, moine zen de Kyoto. Shō Taikyū fonde un certain nombre de temples bouddhistes, dont le Kōgen-ji, le Fumon-ji, le Manju-ji, et le Tenryū-ji, et ce qui s'appelle la coulée de la « cloche du pont des nations ». La cloche, avec une inscription décrivant la prospérité du royaume dans le commerce maritime et la diplomatie, suspendue dans le château de Shuri pendant des siècles, est devenue un symbole célèbre du château et du royaume.
Le règne de Shō Taikyu est, en effet, une période de prospérité dans le commerce maritime. L'historien George H. Kerr écrit que les marchands d'Okinawa gagnent parfois jusqu'à mille pour cent sur les produits de luxe, que Naha croît pleinement en une ville portuaire prospère, et que les terres des seigneurs locaux (anji) croissent également. Cependant, Kerr écrit également que le patronage du bouddhisme par Shō Taikyu et les efforts de construction de temples excèdent de loin ce que peut exiger ou soutenir la population, et que ces activités appauvrissent le trésor royal.
Le règne de Shō Taikyu est également témoin d'un des plus célèbres épisodes d'intrigues politiques au sein des anji dans l'histoire et les légendes du royaume. Informé par Amawari, seigneur de Katsuren gusuku et beau-frère du roi, que Gosamaru, seigneur de Nakagusuku et beau-père de Shō Taikyū, complote pour renverser le royaume, Shō Taikyū permet à Amawari de conduire un contingent royal pour asservir Nakagusuku. Après la défaite et la mort de Gosamaru, le roi découvre que c'est en fait Amawari qui complote contre lui depuis le début, et que ses plans ont entraîné la disparition d'un obligé fidèle. Katsuren est alors attaqué et Amawari capturé et exécuté,.
Lorsque Shō Taikyū meurt en 1460, son fils Shō Toku lui succède.

## Source de la traduction
- (en) Cet article est partiellement ou en totalité issu de l’article de Wikipédia en anglais intitulé « Shō Taikyū » (voir la liste des auteurs).